# Ні життя, ні смерть
«Ні життя, ні смерть» — фантастичне оповідання російського радянського письменника-фантаста Олександра Бєляєва. Вперше опубліковано 1926 року. Порушує тему анабіозу.

## Історія
1923 року Бєляєв переїхав з Ялти до Москви, де жив у невеликій темній і сирій кімнатці в Лялиному провулку. Саме тут з'явилися його перші літературні твори: «Голова професора Доуеля», «Білий дикун» тощо. Оповідання «Ні життя, ні смерть» на тему анабіозу вперше опубліковано в журналі «Всесвітній слідопит» (1926, № 5—6). Саме в цьому оповіданні Бєляєв уперше згадав ім'я професора Вагнера, який невдовзі став головним героєм цілого циклу оповідань «Винаходи професора Вагнера».

## Сюжет
Лондон, Сіті. Прожектер Карлсон пропонує багатому вуглепромисловцю Гільберту анабіоз як засіб боротьби з економічною кризою, що вражає Європу. Він пропонує скористатися роботами російських вчених Бахметьєва та Вагнера для того, щоб заморожувати безробітних та пробуджувати їх після закінчення кризи. У Гренландії побудували «Консерваторіум» для занурення в анабіоз та подальшого збереження охочих. Спочатку рекламна кампанія не дає бажаних результатів. Однак, під час експериментів з'ясовується, що анабіоз спричиняє, наприклад, повного вилікування туберкульозу. Поступово обіцяна фінансова підтримка безробітних сімей піднімає інтерес до проєкту. Світова революція призводить до непотрібності проєкту. У страху перед нею Карлсон і Гільберт підривають «Консерваторіум». Через 73 роки історики знаходять трьох уцілілих людей і пробуджують їх. Один із них, колишній шахтар Бенджамін Джонсон, опиняється у своїй родині, де його син уже дуже старий. Це стає причиною постійного тертя між 25-річним батьком та його 75-річним сином. Зрештою, він знаходить інших пробуджених, які також зіткнулися з великими проблемами в житті, яке дуже змінилося, і вони всі просять знову занурити себе в анабіоз.

### Особливості сюжету
- В оповіданні вперше у творах Бєляєва згадано професора Вагнера як ученого, який «…винайшов спосіб змінювати склад крові теплокровних тварин, наближаючи їх до крові холоднокровних тварин.»
- Заморожені герої оповідання «прокидаються» через 73 роки у серпні 1998 року.

## Персонажі
- Карлсон — прожектер
- Гільберт — вуглепромисловець
- Едуард Леслі — астроном
- Мере — французький поет
- Артур Леслі — племінник Едуарда Леслі
- Бенджамін Джонсон — шахтар-вибійник
- Крукс — історик
- Самуель — син Джонсона